# Alexandre Kreïn
Pour les articles homonymes, voir Krein.
Alexandre Abramovitch Kreïn (en russe Александр Абрамович Крейн), né le 20 octobre 1883 à Nijni Novgorod et mort le 25 avril 1951 à Staraïa Roussa, est un compositeur soviétique d’héritage juif. Il était l’ami d’Alexandre Scriabine. Il est le père de l'écrivain et dramaturge Alexandre Krohn.

## Biographie
Alexandre Abramovitch Kreïn naît à Nijni Novgorod. Son père, Abram Hirschevitch Krein (1838-1921), originaire du village de Vegeriai du gouvernement de Kowno (actuellement dans la municipalité du district d'Akmenė), violoniste et collectionneur de folklore musical juif, épris de synagogue et de musique juive klezmer, a inculqué à ses sept fils l'amour de la musique. Tous ses fils sont devenus musiciens professionnels.
Alexandre Krein a étudié le violoncelle avec Alfred von Glehn et la composition avec Boleslav Yavorsky et Leonid Nikolaïev au conservatoire Tchaïkovski de Moscou.
Il a enseigné au Conservatoire populaire de Moscou en 1912-1927. En 1913, il devint membre de la branche moscovite de la Société de musique populaire juive. En 1918-1927, il travaille au département de musique du Commissariat du peuple à l'Éducation et à la maison d'édition musicale d'État soviétique. À partir du 1908, il s'est distingué en tant que critique musical, et a ensuite commencé à composer de la musique. Dans les années 1920, il fut l'un des premiers compositeurs à se tourner vers des thèmes révolutionnaires.
Il a enseigné à l'école spécialisée du NKVD.
Il meurt le 21 avril 1951 dans le village de Staraïa Roussa (région de Moscou).

## Œuvres
Dans les premières œuvres de Kreïn (romances, pièces instrumentales et ensembles de chambre), l'influence d'Alexandre Scriabine est perceptible. Les premières œuvres de Kreïn traitaient de thèmes et de folklore juifs. Parmi ses œuvres sur des thèmes juifs figurent : Poème pour violoncelle et piano (1909), Poème-Quatuor (1910), deux suites pour clarinette et quatuor à cordes Morceaux juifs (1910, 1911), Caprice juif pour violon et piano (1917), Chants du Ghetto (1916-1923), Chant des chants (1918) pour voix et piano. Il existe également une cantate bien connue Kadish sur les vers d'Abram Gutman (1922), dont la musique a été écrite pour les représentations du théâtre Habima et du théâtre juif d'État de Moscou. La partition de Kadish a été publiée à Vienne en 1928, et fut détruite par les Allemands dans les années 1930. Kreïn a écrit de nombreux numéros musicaux pour des performances (dont La Nuit au vieux marché, 1925; Sabbatai Zvi, 1927, etc.). Parmi ses œuvres figurent également l'opéra révolutionnaire Zagmouk (1930), Dix chansons juives (1937) et de nombreuses romances sur les poèmes d'Ilya Ehrenbourg, Haïm Nahman Bialik, Abram Gutman, etc.
De ses œuvres qui ne sont pas de thématiques juives, l'on peut distinguer son ballet Laurencia (1939) et son ballet Tatiana (1943) et la musique du spectacle Le Professeur de danse (1946, d'après Lope de Vega). Il a composé une ode funéraire en souvenir de Lénine (1926) pour orchestre et chœur, des romances sur des vers d'Alexandre Blok et Constantin Balmont.